# Igor Vavrda
Igor Vavrda (6. listopadu 1948 Brno – 26. prosince 2013 Brno) byl český kytarista, saxofonista, houslista, pianista, hudební skladatel a aranžér. Věnoval se především jazzové, ale i populární, lidové a vážné hudbě. Působil v Orchestru Gustava Broma i v brněnské filharmonii, rozhlase a městském divadle.

## Profesní dráha
Narodil se v rodině hudebníka. Hru na housle, dirigování a skladbu studoval na brněnské konzervatoři, kterou absolvoval v roce 1969. V letech 1970–1972 hrál na housle v orchestrech Janáčkovy opery a Státní filharmonie Brno a od roku 1972 se stal členem big bandu Gustava Broma. Z filharmonie odcházel jako člen skupiny prvních houslí a hru na ně uplatnil i s Bromem, ačkoli nastoupil především jako kytarista. Později do souboru přišel hrát na bicí také jeho bratr Vítězslav.
Kromě houslí a kytary hrál Igor Vavrda i na klávesové nástroje a saxofon. Působil také s uskupeními V. V. Systém (jako host), Moravské jazzové kvinteto nebo Vinařští romantici. V posledně jmenované skupině spolupracoval s umělci z Janáčkovy opery Národního divadla Brno (Josef Hanák, Jan Kružík, Zdeněk Šmukař) i Městského divadla Brno (Zdeněk Junák, Erik Pardus). Založil vlastní Studiovou skupinu Igora Vavrdy, s níž nahrával cizí i vlastní skladby (např. roku 1983 s Pavlem Novákem).
Během svého působení v Bromově orchestru byl jedním z jeho předních hudebních aranžérů a tvůrců (vedle Jaromíra Hniličky, Mojmíra Bártka, Josefa Audese a dalších). Vedle jazzové hudby však aranžoval také hudbu populární, např. pro Karla Gotta, Helenu Vondráčkovou, Lucii Bílou, B-Side Band a Vojtěcha Dyka.
Skládal také původní hudbu. V roce 1978 získal cenu za nejúspěšnější píseň o Banské Bystrici.
Jako dirigent působil mimo jiné v Big band Rádio Brno.
Jako aranžér, dirigent a hudební dramaturg pak působil v Městském divadle Brno. Aranžérsky se zde podílel např. na muzikálech Čarodějky z Eastwicku (2007), Balada o lásce (Singoalla), Jesus Christ Superstar (2005), Kvítek z Horrroru (2011), Papežka (2012), Pokrevní bratři (2012), Ptákoviny podle Aristofana (2010), Stars of Musical, Funny Girl (2012), Jezinky a bezinky (2012), Peklo (2008), Očistec (2013), Jekyll a Hyde (2011) či Zorro (2013). Dirigoval koncertní představení Jesus Christ Superstar a Jazz Side Story (2006), s Petrem Gazdíkem vytvořil mj. v roce 2003 koncertní představení Viva Broadway Night. Také krom jiného aranžoval muzikál Zvoník u Matky Boží pro Národní divadlo moravskoslezské (2010).
Od podzimu 2013 byl hospitalizován ve Fakultní nemocnici Brno, kde 26. prosince téhož roku zemřel. Dne 7. ledna 2014 se v Městském divadle Brno uskutečnilo rozloučení.

## Dílo (výběr)
Mezi vlastní skladby Igora Vavrdy patří např.:
- Ježibabička
- Quasar (V. V. Systém, nahrávka: Opus 1979)
- Kúsok slnka (Kúsok slnka, nahrávka: Opus 1980)
- Vztek (Orchestr Gustava Broma, nahrávka: Supraphon 1981)